# Aragóniai Lajos tripi báró
Aragóniai Lajos (Szicília, 1350/55 – Szicília, 1374 után), katalánul: Lluís d'Aragó, olaszul: Luigi d'Aragona, Tripi bárója. A Barcelonai-ház szicíliai ágának a királyi főágából származott.

## Élete
I. Lajos szicíliai királynak ismeretlen ágyasával folytatott házasságon kívüli viszonyából származó fia. Egy testvére volt, Aragóniai Antal (1350/55–1373 körül), akivel az apjuk halála (1355) után a nagynénjük, Szicíliai Eleonóra aragóniai királyné udvarában nevelkedtek. Felesége Anglesolai Konstancia.